# Bararite
La bararite è un minerale.